# Tetsuro Uki
Tetsuro Uki (浮氣 哲郎 Uki Tetsuro?, nacido el 4 de octubre de 1971 en Chiba) es un exfutbolista japonés. Jugaba de centrocampista y su último club fue el FC Kariya de Japón.

## Trayectoria

### Clubes
| Club                | País  | Año         |
| ------------------- | ----- | ----------- |
| Tokyo Gas           | Japón | 1994 - 1996 |
| JEF United Ichihara | Japón | 1997        |
| Tokyo Gas           | Japón | 1998        |
| Omiya Ardija        | Japón | 1999 - 2000 |
| Montedio Yamagata   | Japón | 2001        |
| Oita Trinita        | Japón | 2002 - 2003 |
| Shonan Bellmare     | Japón | 2004 - 2005 |
| Yokohama FC         | Japón | 2005        |
| FC Kariya           | Japón | 2006 - 2007 |

## Palmarés

### Títulos nacionales
| Título    | Club         | País  | Año  |
| --------- | ------------ | ----- | ---- |
| J2 League | Oita Trinita | Japón | 2002 |